# Близкий (остров, Карское море)
Бли́зкий — остров архипелага Северная Земля. Административно относится к Таймырскому Долгано-Ненецкому району Красноярского края.

## Расположение
Расположен в Карском море в западной части архипелага в восточной части залива Узкого на расстоянии около 400 метров от острова Октябрьской Революции. В заливе Узком и на входе в него находятся несколько других малых островов Северной Земли: острова Колосова — в 8,2 километрах к юго-западу от Близкого, Забор — в 4,35 километрах к юго-западу и Пустой — в 4,5 километрах к северо-западу.

## Описание
Остров имеет неровную, вытянутую с запада на восток форму длиной около 1,75 километров и шириной до 550 метров. Берега пологие. Существенных возвышенностей нет, наивысшая точка острова находится на высоте всего 7 метров. В центральной части острова — каменистые россыпи.

## Топографические карты
- Лист карты T-46-IV,V,VI ледн. Альбанова. Масштаб: 1 : 200 000. Состояние местности на 1984-1988 год. Издание 1992 г.